# Vini Ricordi
El equipo Vini Ricordi, conocido anteriormente como Metauro Mobili, fue un equipo ciclista italiano, de ciclismo en ruta que compitió entre 1982 y 1986.

## Corredor mejor clasificado en las Grandes Vueltas
| Año  | Giro de Italia           | Tour de Francia     | Vuelta a España |
| ---- | ------------------------ | ------------------- | --------------- |
| 1982 | 4.º Lucien van Impe      | -                   | -               |
| 1983 | 9.º Lucien van Impe      | 4.º Lucien van Impe | -               |
| 1984 | 5.º Johan van der Velde  | -                   | -               |
| 1985 | 22.º Johan van der Velde | -                   | -               |
| 1986 | 27.º Jens Veggerby       | -                   | -               |

## Principales resultados
- Coppa Bernocchi: Johan van der Velde (1985)
- Tirreno-Adriático: Luciano Rabottini (1986)

### A las grandes vueltas
- Giro de Italia
  - 5 participaciones (1982, 1983, 1984, 1985, 1986)
  - 2 victorias de etapa:
    - 2 el 1983: Ricardo Magrini, Lucien van Impe

  - 0 clasificaciones finales:
  - 4 clasificaciones secundarias:
    - Clasificación de los jóvenes: Marco Groppo (1982)
    - Gran Premio de la montaña: Lucien Van Impe (1982, 1983)
    - Clasificación por puntos: Johan van der Velde (1985)

- Tour de Francia
  - 1 participación (1983)
  - 3 victorias de etapa:
    - 3 el 1983: Frits Pirard, Ricardo Magrini, Lucien van Impe

  - 0 clasificaciones finales:
  - 1 clasificaciones secundarias:
    - Gran Premio de la montaña: Lucien van Impe (1983)

- Vuelta a España
  - 0 participación